# Pietre composite
Le pietre composite sono utilizzate in gioielleria per imitare gemme di dimensioni (e pregio) superiori. Si ottengono assemblando due o tre parti differenti.
Le combinazioni possibili sono molte: in generale la parte superiore (più visibile) viene realizzata con una pietra di pregio mentre la parte inferiore (meno visibile) viene realizzata con una pietra (od un vetro) del medesimo colore ma, evidentemente, di pregio ben inferiore.
Se le parti sono due si ha la doppietta mentre se viene aggiunto un altro sottile strato superiore (generalmente di una pietra più dura), si ha la tripletta.
Le parti vengono incollate con una resina colorata che diventa molto difficile da individuare se, come nel caso di pietre montate, è nascosta dall'incassatura.